# Semirreacción
En química, una semirreacción (o reacción de semicelda) es el componente de reacción de oxidación o de reducción de una reacción redox. Una semirreacción se obtiene considerando el cambio en los estados de oxidación de las sustancias individuales implicadas en la reacción redox. A menudo, el concepto de semirreacciones se utiliza para describir lo que ocurre en una célula electroquímica, como una pila de célula galvánica. Las medias reacciones pueden escribirse para describir tanto el metal que se oxida (llamado ánodo) como el metal que se reduce (llamado cátodo).
Las semirreacciones se utilizan a menudo como método para equilibrar las reacciones redox. Para las reacciones de oxidación-reducción en condiciones ácidas, después de equilibrar los átomos y los números de oxidación, será necesario añadir iones H+ para equilibrar los iones de hidrógeno en la semirreacción. Para las reacciones de oxidación-reducción en condiciones básicas, después de equilibrar los átomos y los números de oxidación, primero hay que tratarla como una solución ácida y luego añadir iones OH- para equilibrar los iones H+ en las medias reacciones (lo que daría H2O).
Ejemplo: Célula galvánica de Zn y Cu

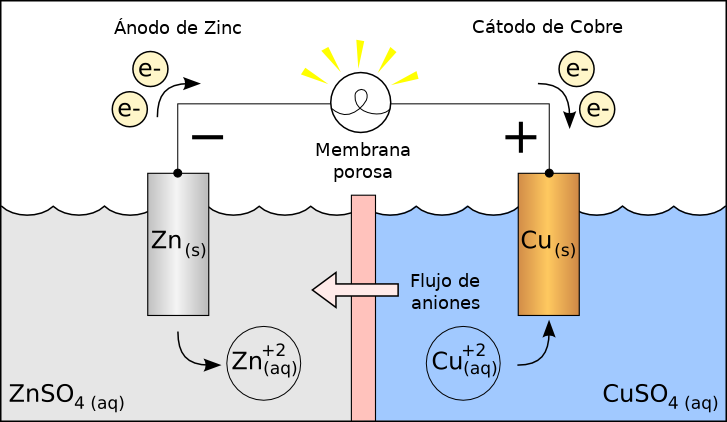
Célula galvánica

Considera la célula galvánica que se muestra en la imagen adyacente: está construida con una pieza de zinc (Zn) sumergida en una solución de sulfato de zinc (ZnSO4) y una pieza de cobre (Cu) sumergida en una solución de sulfato de cobre(II) (CuSO4). La reacción global es
   {\displaystyle {\ce {Zn_{(s)}{}+ CuSO4_{(aq)}-> ZnSO4_{(aq)}{}+ Cu_{(s)}}}}
En el ánodo de Zn se produce la oxidación (el metal pierde electrones). Esto se representa en la siguiente semirreacción de oxidación (nótese que los electrones están en el lado de los productos):
{\displaystyle {\ce {Zn_{(s)}-> Zn^2+ + 2e-}}}
En el cátodo de Cu tiene lugar la reducción (se aceptan electrones). Esto se representa en la siguiente semirreacción de reducción (nótese que los electrones están en el lado de los reactantes):
{\displaystyle {\ce {Cu^2+ + 2e- -> Cu_{(s)}}}}

### Ejemplo: oxidación del magnesio

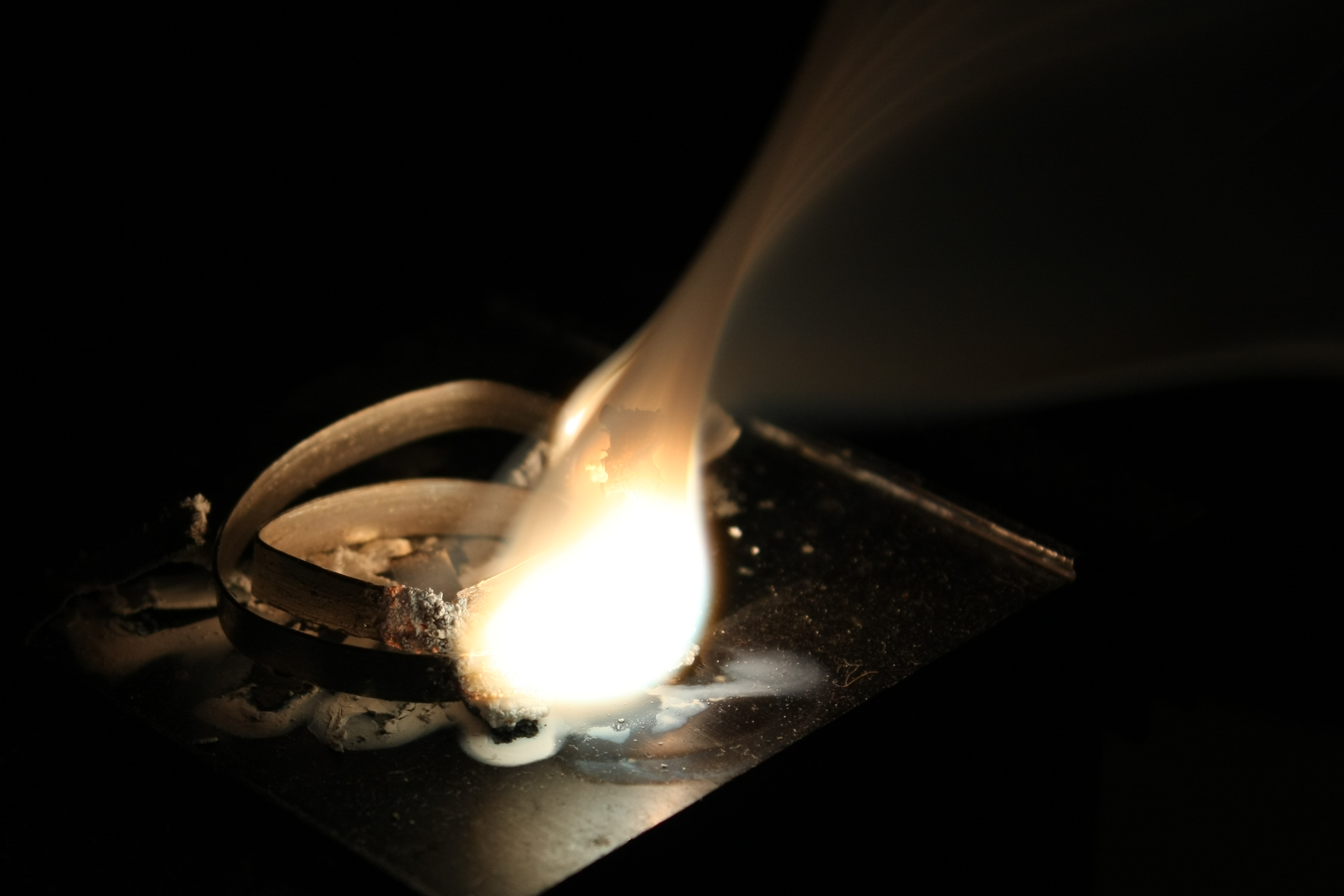
Fotografía de una cinta de magnesio en llamas con una exposición muy corta para obtener una oxidación.

Consideremos el ejemplo de la combustión de una cinta de magnesio (Mg). Cuando el magnesio arde, se combina con el oxígeno ( O2) del aire para formar óxido de magnesio (MgO) según la siguiente ecuación:
{\displaystyle {\ce {2Mg_{(s)}{}+ O2_{(g)}-> 2MgO_{(s)}}}}
El óxido de magnesio es un compuesto iónico que contiene iones Mg2+ e iones O2-, mientras que el Mg(s) y el O2(g) son elementos sin carga. El Mg(s) con carga cero adquiere una carga +2 al pasar del lado del reactante al lado del producto, y el O2(g) con carga cero adquiere una carga -2. Esto se debe a que cuando el Mg(s) se convierte en Mg2+, pierde 2 electrones. Como hay 2 Mg en el lado izquierdo, se pierde un total de 4 electrones de acuerdo con la siguiente semirreacción de oxidación:
{\displaystyle {\ce {2Mg_{(s)}-> 2Mg^2+ + 4e-}}}
Por otro lado, el O2 se redujo: su estado de oxidación pasa de 0 a -2. Así, se puede escribir una semirreacción de reducción para el O2 ya que gana 4 electrones:
{\displaystyle {\ce {O2_{(g)}{}+ 4e- -> 2O^2-}}}
La reacción global es la suma de ambas semirreacciones:
{\displaystyle {\ce {2Mg_{(s)}{}+ O2_{(g)}{}+ 4e- -> 2Mg^2+ + 2O^2- + 4e-}}}
Cuando se produce una reacción química, especialmente, una reacción redox, no vemos los electrones como aparecen y desaparecen en el transcurso de la reacción. Lo que vemos son los reactivos (material de partida) y los productos finales. Debido a esto, los electrones que aparecen en ambos lados de la ecuación se cancelan. Tras la cancelación, la ecuación se reescribe como
{\displaystyle {\ce {2Mg_{(s)}{}+ O2_{(g)}-> 2Mg^2+ + 2O^2-}}}
Dos iones, positivo ( Mg2+) y negativo ( O2-) existen en el lado del producto y se combinan inmediatamente para formar un compuesto óxido de magnesio (MgO) debido a sus cargas opuestas (atracción electrostática). En cualquier reacción de oxidación-reducción, existen dos semirreacciones: la semirreacción de oxidación y la semirreacción de reducción. La suma de estas dos semirreacciones es la reacción de oxidación-reducción.

## Método de equilibrio de semirreacciones
Considere la siguiente reacción:
{\displaystyle {\ce {Cl2 + 2Fe^2+ -> 2Cl- + 2Fe^3+}}}
Los dos elementos implicados, el hierro y el cloro, cambian de estado de oxidación: el hierro de +2 a +3 y el cloro de 0 a -1. Por tanto, se producen dos semirreacciones.  Estos cambios pueden representarse en fórmulas insertando los electrones apropiados en cada media reacción:
{\displaystyle {\begin{aligned}&{\ce {Fe^2+ -> Fe^3+ + e-}}\\&{\ce {Cl2 + 2e- -> 2Cl-}}\end{aligned}}}
Dadas dos semirreacciones es posible, con el conocimiento de los potenciales de electrodo apropiados, llegar a la reacción completa (original) de la misma manera. La descomposición de una reacción en semirreacciones es clave para comprender diversos procesos químicos. Por ejemplo, en la reacción anterior, puede demostrarse que se trata de una reacción redox en la que el Fe se oxida y el Cl se reduce. Obsérvese la transferencia de electrones del Fe al Cl. La descomposición es también una forma de simplificar el equilibrio de una ecuación química. Un químico puede equilibrar los átomos y las cargas de una ecuación a la vez.
Por ejemplo:
- Fe2+ → Fe3+ + e- se convierte en 2Fe2+ → 2Fe3+ + 2e-.
- se añade a Cl2 + 2e- → 2Cl-
- y finalmente se convierte en Cl
2 + 2Fe2+  →  2Cl−
 + 2Fe3+

También es posible, y a veces necesario, considerar una semirreacción en condiciones básicas o ácidas, ya que puede haber un electrolito ácido o básico en la reacción redox. Debido a este electrolito puede ser más difícil satisfacer el equilibrio tanto de los átomos como de las cargas. Esto se hace añadiendo H2O, OH-, e-, y/o H+ a cada lado de la reacción hasta que ambos átomos y cargas estén equilibrados.
Considere la siguiente semirreacción:
{\displaystyle {\ce {PbO2 -> PbO}}}
OH-, H2O y e- pueden utilizarse para equilibrar las cargas y los átomos en condiciones básicas, siempre que se suponga que la reacción se produce en agua.
{\displaystyle {\ce {2e- + H2O + PbO2 -> PbO + 2OH-}}}
Considere de nuevo la semirreacción siguiente:
{\displaystyle {\ce {PbO2 -> PbO}}}
H+, H2O y e- pueden utilizarse para equilibrar las cargas y los átomos en condiciones ácidas, siempre que se suponga que la reacción se produce en agua.
{\displaystyle {\ce {2e- + 2H+ + PbO2 -> PbO + H2O}}}
Observa que ambos lados están equilibrados tanto en carga como en átomos.
A menudo habrá tanto H+ como OH- presentes en condiciones ácidas y básicas, pero la reacción resultante de los dos iones producirá agua, H2O (como se muestra a continuación):
{\displaystyle {\ce {H+ + OH- -> H2O}}}